# Geranium bicknellii
Geranium bicknellii là một loài thực vật có hoa trong họ Mỏ hạc. Loài này được Britton mô tả khoa học đầu tiên năm 1897.

## Hình ảnh

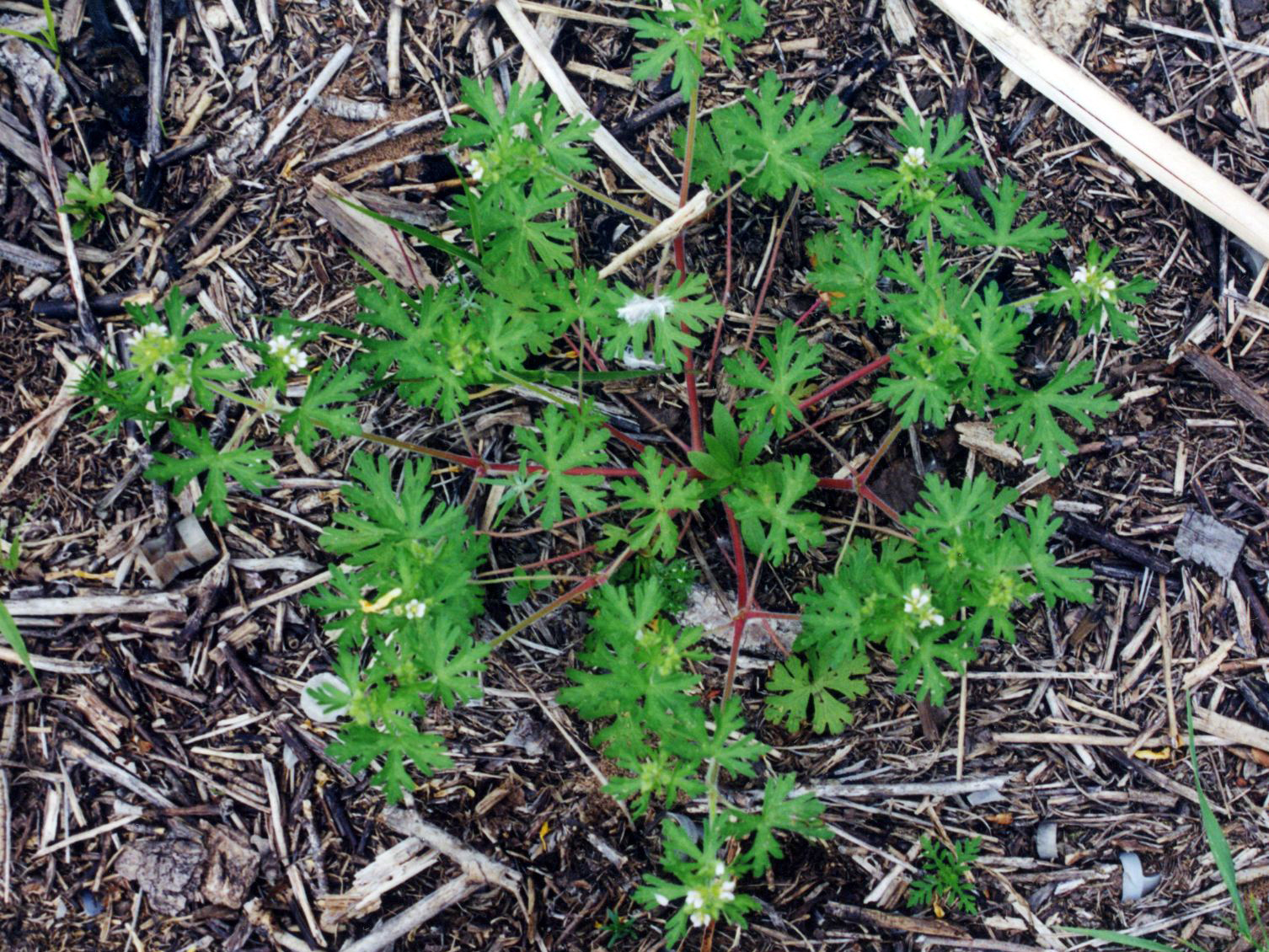
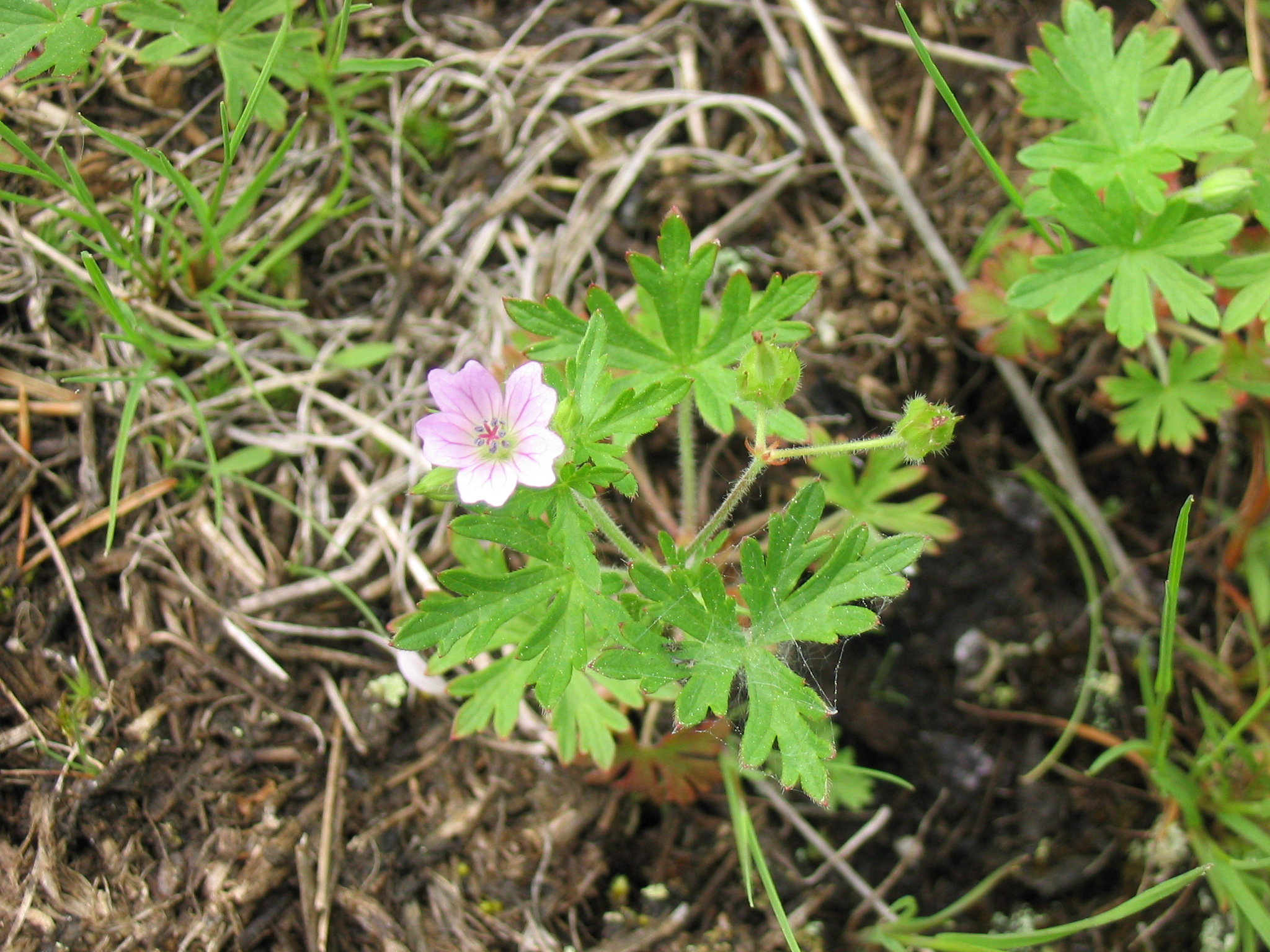